# Camaleó (programa de televisió)
Camaleó fou un programa de televisió de RTVE categoritzat com a fals documental -tècnicament mockumentary, de l'anglès mock (broma) i documentary (documental)- que generà un gran debat degut a la seva emissió. Aquest espai, dirigit per Miquel Àngel Martín, pretenia simular l'emissió d'un espai informatiu quan, de fet, consistia en una ficció televisiva.
El noticiari emès tenia aspecte de documental i un to informatiu però, en realitat, s'havia estudiat tot prèviament per tal d'oferir una sensació intencionada de credibilitat i representar un tall d'emissió autèntic a fi d'explicar una notícia d'última hora.
És més, també es pot considerar que, al mateix temps, va esdevenir una eina per constatar el poder dels mitjans de comunicació sobre la societat del moment, en difondre una notícia falsa percebuda com a vertadera pels teleespectadors.
En qualsevol cas, suposà la primera mostra d'aquest gènere -no només a Catalunya sinó també a l'estat espanyol- i es concebé com un experiment per posar a prova la creença a ultrança en els continguts informatius de la televisió.

## Principis
El programa tractava de reflexionar sobre la forma i els continguts dels productes televisius i explorar nous llenguatges audiovisuals. Així doncs, al llarg dels capítols guionitzats, el programa Camaleó procurava construir realitats des de la ficció, dramatitzant gèneres televisius o, fins i tot, criticant-los. Pretenia, doncs, fer rumiar l'espectador a través de l'exposició d'uns continguts de forma interessada.
Així mateix, Vicent Partal, un dels professionals que en va prendre part, confirma que la intenció dels creadors del programa era:
| «                                                     | Demostrar com es podia crear un clima de tensió només amb pedaços minúscul de realitat intercalats i presentats de la forma adequada. | » |
| — Vicent Partal, Entrevista al diari digital Vilaweb. | |   |

## Primera emissió
El primer programa, emès el 5 d'abril de 1991, constava de dos blocs clarament diferenciats: un programa d'intriga protagonitzat per quatre amigues que van a un parc d'atraccions i la interrupció sobtada d'aquestes escenes per oferir un especial informatiu. En aquest sentit, el noticiari fictici exposà amb gran verisme que podria haver succeït un cop d'estat a l'URSS que hauria causat la mort de l'aleshores president Mikhaïl Gorbatxov. Les primeres paraules pronunciades foren les següents:
| «                                        | Bona nit, hem d’interrompre el programa que us oferíem per donar-vos una informació urgent. Segons un teletip de l’agència Reuters -confirmat per altres agències occidentals, entre les quals EFE-, en aquests moments a la Unió Soviètica té lloc un cop d’estat que pot significar el final de la Perestroika i l’arraconament de Mikhaïl Gorbatxov. Fins i tot, circula el rumor, sense confirmació, que el líder soviètic ha estat assassinat. A partir d’aquests moments, els Serveis Informatius de Televisió Espanyola a Catalunya us mantindran informats de tot el que vagi passant a Moscou. És per això que establim una primera connexió amb el nostre corresponsal a la Unió Soviètica, a la capital, a Moscou. | » |
| — Josep Abril, Programa Camaleó de RTVE. | |   |

Tot seguit, la intervenció del suposat corresponsal de RTVE a la Unió Soviètica Vicent Arnau va servir per ratificar la informació donada amb la qual s'encetava el programa inaugural.
| «                                         | Aquí a Moscou els indicis són molt contradictoris, aparentment no passa res, l’exèrcit no és al carrer, però els rumors de cop d’estat circulen intensament -en realitat han circulat pràcticament des que a inici d’aquesta setmana es va produir una pujada espectacular dels preus. La notícia concreta l’ha llançat el despatx moscovita de l’agència britànica Reuters, l’han recollida altres mitjans d’informació, però l’agència oficial soviètica Tass no l’ha volguda confirmar, si bé es cert que tampoc l’ha volguda desmentir. | » |
| — Vicent Arnau, Programa Camaleó de RTVE. | |   |

Les seves declaracions deixaren constància de la gravetat dels esdeveniments, si bé no se sabia amb total convicció què havia succeït i quines conseqüències se'n podrien derivar.
| «                                         | Evidentment és clar que aquí passa alguna cosa molt seriosa. Podria ser un cop d'estat, però jo crec que, del cert, no en podem dir res. | » |
| — Vicent Arnau, Programa Camaleó de RTVE. | |   |

A mesura que transcorrien els minuts, els teletips procedents d'agències de notícies com Reuters varen anar adoptant protagonisme de forma progressiva. El primer que fou llegit, de forma textual, als telespectadors del programa ressaltava la següent informació:
| «                                                         | Tropes de l'exèrcit roig del KGB han dut a terme a les 19:15 GMT un cop d'estat per apartar del poder el president Mikjaïl Gorbatxov. En el moment de començar les operacions, el president soviètic era al Kremlin. | » |
| — Teletip de l'agència Reuters, Programa Camaleó de RTVE. | |   |

A més, l'espai informatiu comptà amb la incorporació sobtada del cap de política internacional, Joaquim Guzmán, responsable d'advertir que la circulació de rumors era una realitat i l'existència de biaixos informatius palpable. En aquest sentit, no s'havia confirmat ni desmentit taxativament els fets succeïts, però semblava que tindrien una repercussió en la política mundial. Aleshores, el possible assassinat de Gorbatxov era tota una incògnita que, lògicament, no generava consens en el sector periodístic. Fins i tot, l'agència France-Presse anuncià que el pronunciament s'hauria organitzat amb la complicitat del mateix Gorbatxov, quelcom absolutament antagònic.
Les primeres informacions rebudes apuntaren que el cop d'estat hauria començat a l'extrem est del país, a Vladivostok, una zona amb diverses bases militars sòlides. En aquest indret, on semblaria que s'hauria interromput la connexió telefònica, s'hauria donat el tret de sortida amb la insurrecció dels alts comandaments de l'exèrcit, fet que provocà un conflicte greu. Des d'aquesta mateixa regió, les tropes avançarien per fases a fi d'arribar a la capital del país, Moscou.
L'emissió prosseguí amb el comentari de portades i informacions publicades a la premsa russa en diaris com ara Novedades de Moscou on, mesos abans, ja s'anticipava la possibilitat que succeís un cop d'estat planejat amb antelació. El fet d'exposar les notícies de diaris o revistes soviètics posà de manifest una clara voluntat de demostrar el verisme dels successos del moment, dels quals se n'havien anticipat alguns detalls.
La dada més sorprenent fou compartida pel corresponsal de la televisió alemanya ZDF, que es trobava en un hotel proper al Kremlin. Comunicà que la plaça havia estat tancada dos minuts i que, a més, havia pogut escoltar nombrosos trets. No obstant, altres periodistes defensaven que la plaça romania oberta, si bé amb poca afluència de gent.
Un altre indici de credibilitat fou la connexió amb la prestigiosa cadena nord-americana CNN per tal d'oferir la roda de premsa des de la Casa Blanca, on el seu portaveu Marlin Fitzwater anuncià la mort del president rus i la fi de la Perestroika com a esdeveniments claus amb conseqüències immediates. Acte seguit, la corresponsal de TVE Núria Ribó va intervenir en el programa apuntant que la incertesa era màxima però que, l'assassinat de Gorbatxov tindria una repercussió mundial imminent. La periodista pronuncià que la defunció marcaria el final d'un moment històric durant el qual les dues potències mundials (els Estats Units i la Unió Soviètica) havien mantingut una pròspera relació, per bé que els darrers mesos els EEUU havien mostrat un cert recel respecte la URSS.
Ara bé, just després de la participació de la corresponsal a Nova York, Vicent Arnau va assegurar que l'agència soviètica de notícies Tass havia desmentit el decés de Gorbatxov, obviant la breu conferència de premsa realitzada des de Washington. La cúpula militar soviètica havia presentat un ultimàtum a líder soviètic que expirava en dues hores amb l'objectiu que un militar fos nomenat vicepresident de la URSS. Des de la presidència de la federació russa, encapçalada per Boris Eltsin, s'afirmà que havia estat assassinat i que l'Exèrcit Roig pretenia ocupar per la força el poder, és a dir, de forma il·legítima. Amb tot, vaticinà que, com a resultat, el país podria veure's immers en una guerra civil, malgrat que Eltsin propugnà la resistència popular de forma desesperada que fou desfeta per part de l'exèrcit soviètic.
Abans de finalitzar l'informatiu encara varen projectar-se dues gravacions més. D'una banda, uns tancs circulant pels carrers i, de l'altra, Mihjail Gorbatxov entre la multitud, en el que podria suposar el seu segrest.
Finalment, es clogué l'emissió advertint els espectadors que tot allò que havien vist havia estat una ficció televisiva.

## Impacte generat
La repercussió originada va ser de tal magnitud que l'endemà mateix es va produir la destitució fulminant del cap de programes de RTVE Joan Ramon Mainat. L'aleshores director de RTVE Ramón Colom i Enric Sopena, director de RTVE-Catalunya varen anunciar mitjançant un comunicat el seu cessament arran de la polèmica emissió del primer capítol de la Camaleó.
Certament, l'hipotètic informatiu formava part del mateix programa però la ignorància dels espectadors, que el varen percebre com quelcom real i improvisat fruït d'uns successos d'actualitat, demostrà que el fet de plantejar el programa com una interrupció a una ficció convertia l'informatiu en una emissió totalment verídica.
Manuel Delgado, guionista del programa, recorda les conseqüències que se'n van derivar d'aquella emissió inèdita. Més enllà del responsable dels programes televisius de TVE emesos a Catalunya, també varen notar els efectes de l'esmentada proposta en Josep Abril i en Joaquim Guzmán, que foren apartats dels informatius, i la corresponsal a Nova York Núria Ribó, considerada còmplice de l'engany, també va veure's afectada. La dissolució de l'equip fou automàtica i tots els contractats quedaren automàticament despatxats.
La premsa també se'n va fer ressò, però a excepció del comunicat publicat pel Col·legi de Periodistes, la majoria d'articles publicats als diaris eren contundents, repudiant la tasca duta a terme des del vessant català de TVE. No obstant, des d'aquest ens periodístic defensaven la validesa i legitimitat del programa, oposant-se a la resta de membres del sector que havien criticat durament el programa ofert.
Sens dubte, el primer programa fou el que més repercussió va tenir i, arran d'aquest impacte, es cancel·là l'enregistrament de nous episodis, així que el programa quedà suspès definitivament, tot i que fou recuperat més endavant. Els capítols ja gravats van ser recol·locats a la graella televisiva a l'agost de 1991, si bé foren emesos de matinada.
De tota manera, és innegable que el programa es convertí en quelcom escandalós a l'època per bé que, avui dia, se'l considera un referent perquè fou la primera incursió en aquest gènere.

## Precedent
La recordada emissió de «La guerra dels mons» com una adaptació radiofònica de la novel·la literària homònima és el predecessor per antonomàsia. En aquesta transmissió per ràdio, l'actor i guionista Orson Welles dirigeix i narra al seu programa de ràdio una adaptació del clàssic literari de H.G. Wells. Ara bé, el grau de verisme és tal que els ciutadans estatunidencs varen creure que s'estava produint una invasió alienígena de Mart. Aquest fenomen s'explica, en certa manera, pel fet que simulà, durant més de mitja hora, tot un seguit de butlletins informatius.
No obstant, els espectadors foren alertats a l'inici del relat, però l'advertència resultà insuficient. La narració de la història fou tan convincent que provocà el pànic entre milers d'individus i la fugida de nombrosos ciutadans, que deixà col·lapsades carreteres de Nova York i Nova Jersey. Els diaris -que en aquells anys concebien la ràdio com a principal depredadora de publicitat mediàtica- van criticar massivament l’experiment realitzat, si bé és cert que no hi hagué cap represàlia cap al seu creador, el jove Orson Welles, ans al contrari. En realitat, esdevingué un mecanisme que li permeté fer-se un nom en el sector comunicatiu i dramatúrgic atès que, tres anys més tard, debutà com a director cinematogràfic amb el film Ciutadà Kane, que propicià l'inici d'una nova era en la indústria hollywoodenca i l'adquisició d'experiència en el sector. Aquesta pel·lícula, que atorga gran importància a l'enfocament en profunditat -la nitidesa de tots els elements del pla tot i la distància de la càmera-, comptà també amb la pretensió que fos percebuda com una mostra de la realitat. En efecte, en el seu primer film jugà, novament, amb la frontera entre ficció i realitat, si bé tractant de transmetre l'aparença que es visionava quelcom autèntic.
Amb tot, el programa emès el 30 d'octubre de 1938 en motiu de la nit de Halloween ha quedat gravat per sempre a l'imaginari social com una emissió que, innegablement, marcà un abans i un després en la història dels mitjans de comunicació, fins i tot pot considerar-se un antecedent de les fake news que circulen en l'actualitat.
En definitiva, malgrat que el programa consistia en l'adaptació d'obres literàries, Welles, que havia considerat el seu relat fins i tot massa avorrit per entretenir el seu públic habitual, aconseguí que «La guerra dels mons» es convertís en una mostra de la repercussió que poden arribar a assolir les informacions difoses gràcies a les comunicacions radiofòniques.

## Gestació de la proposta
Aquesta producte televisiu tant innovador sorgeix de la idea d'un grup de professionals que busquen qüestionar la distinció entre ficció i realitat, així com la dificultat de discernir informacions falses i verídiques en un context determinat. L'exercici d'interrompre una programa de ficció bruscament per donar pas a un informatiu especial que informava d’un cop d’estat a l'URSS es correspon a un mecanisme trivial. Si els espectadors creien que estaven veient un programa de ficció, la seva interrupció propiciaria la creença que el contingut mostrat a continuació era del tot creïble.
El periodista Vicenç Partal, que participà activament en la creació d'aquest format, recorda així la seva experiència:
| «                                                     | Com que jo aleshores treballava molt l’URSS i estava molt al corrent de tot el que hi passava, els guionistes del programa em van demanar que redactara com seria un possible cop d’estat a l’URSS per a servir de base a l’emissió. Ens hi vam posar i vam acabar dissenyant un informatiu sencer amb tot de paranys. | » |
| — Vicenç Partal, Entrevista al diari digital Vilaweb. | |   |

## Curiositats
Tot seguit, s'adjunten un seguit de fets anecdòtics vinculats a aquesta peculiar emissió informativa:
Quant a les connexions establertes, s'escau ressaltar que la transmissió de la CNN es va realitzar de tal forma que els espectadors tinguessin la impressió que semblava un discurs greu, just en el moment quan el portaveu de la Casa Blanca acabava el seu discurs. És més, el logotip oficial de la cadena es va presentar modificat, però era un matís pràcticament indetectable. Amb tot, la connexió telefònica en directe amb el corresponsal que es penjava en l'instant més interessant, amagava una tall provocat des dels propis estudis de TVE, ocasionat per ell mateix. En realitat, Vicent Arnau resultà un nom fictici sota el qual s'amagava el periodista Vicent Partal, del qual no se'n exhibia el rostre, sinó que el seu nom anava acompanyat d'una fotografia d'un dels tècnics de la casa.
Respecte les imatges que complementaven les explicacions proporcionades, convé posar de manifest que es van servir d'imatges velles amb moviments de tanca i tropes a Armènia, de Gorbatxov en una tensa conversa al carrer o, fins i tot, l'esfereïdora situació on es donava a entendre que Gorbatxov havia estat segrestat. Aquesta filmació amb què es tancava l'emissió reflectia el president soviètic mentre entrava a un cotxe però, realment, les imatges foren enregistrades a la ciutat comtal, durant una visita del líder rus a l'Estadi Olímpic de Barcelona. En aquest cas, l'efecte s'aconseguí a través del moviment brusc de la càmera i el desenfocament va aconseguir transmetre la impressió que la simple entrada a un cotxe era un segrest.
Nombroses redaccions de diaris i emissores de ràdio van creure la notícia difosa. La Vanguardia, per exemple, va enviar el seu corresponsal a la Plaça Roja de Moscou. En canvi, a TV3 no se'n van fer ressò atès que Àngels Barceló es va qüestionar perquè Televisió Espanyola havia sabut la notícia abans que la CNN.
Joan Ramon Mainat, després de ser acomiadat de TVE, continuà la seva tasca creativa en el camp televisiu al capdavant de la productora Gestmusic, responsable de nombrosos formats televisius d'èxit, populars com ara Operación Triunfo o Crónicas marcianas. Mainat fou l'encarregat de potenciar la creació audiovisual de Gestmusic ja que n'era director executiu i productor executiu.
En qualsevol cas, el més sorprenent, però, és que cinc mesos el cop d'Estat s'acabaria produint de forma pràcticament idèntica a la narrada des del programa Camaleó.